# Труа (футбольний клуб)
Труа́ (фр. Espérance sportive Troyes Aube Champagne) — французький футбольний клуб з однойменного міста. Клуб виступає у французькій Лізі 1, домашні матчі проводить на стадіоні Стад де л'Об, що здатний вмістити близько 20,5 тисяч вболівальників.

## Досягнення
- Ліга 2:
  - Переможець (2): 2014/15, 2020/21
- Кубок Франції:
  - Фіналіст (1): 1955-56
- Кубок Інтертото:
  - Володар (1): 2001

## Виступи в єврокубках
| Сезон   | Змагання        | Раунд | Клуб            | Вдома | На виїзді | В сукупності |
| ------- | --------------- | ----- | --------------- | ----- | --------- | ------------ |
| 2001    | Кубок Інтертото | 2Р    | ВІТ Джорджія    | 6-0   | 1–1       | 7–1          |
| 2001    | Кубок Інтертото | 3Р    | АІК             | 2-1   | 2–1       | 4–2          |
| 2001    | Кубок Інтертото | 1/2   | Вольфсбург      | 1-0   | 2–2       | 3–2          |
| 2001    | Кубок Інтертото | Фінал | Ньюкасл Юнайтед | 0-0   | 4–4       | 4–4 (г)      |
| 2001-02 | Кубок УЄФА      | 1Р    | Ружомберок      | 6-1   | 0–1       | 6–2          |
| 2001-02 | Кубок УЄФА      | 2Р    | Лідс Юнайтед    | 3-2   | 2–4       | 5–6          |
| 2002    | Кубок Інтертото | 2Р    | Колрейн         | 2-1   | 2–1       | 4–2          |
| 2002    | Кубок Інтертото | 3Р    | НАК Бреда       | 0-0   | 1–1       | 1–1 (г)      |
| 2002    | Кубок Інтертото | 1/2   | Вільярреал      | 0-3   | 0–0       | 0–3          |